# Arethuseae
Le Arethuseae Lindl., 1826 sono una tribù di piante della famiglia delle Orchidacee (sottofamiglia Epidendroideae).

## Descrizione
La tribù comprende specie erbacee epifite, litofite o più raramente terrestri, con fusti globosi o allungati, dotati o meno di pseudobulbi, e con radici ricoperte da un velo di rivestimento composto da cellule vuote e permeabili, che consente alla pianta di assorbire l'umidità atmosferica (velamen).

Possono avere una o più foglie, coriacee, distiche, conduplicate o più frequentemente convolute, spesso plicate, dotate o meno di picciolo.

I fiori possono essere singoli o riuniti in infiorescenze racemose. I petali sono in genere liberi o parzialmente fusi alla base (Gomera spp.), molto più grandi dei sepali nelle Arethusinae, più o meno delle stesse dimensioni nelle Coelogyniinae. Il labello, intero o trilobato, è in genere inserito alla base della colonna, più o meno saccato, e può presentare o meno uno sperone; in alcune specie (Coelogyne spp.) è chiaramente diviso in una parte basale concava (ipochilo) ed una parte apicale convessa o piatta (epichilo), con callosità basali più o meno pronunciate. La cavità stigmatica contiene da 4 a 8 pollinii..

## Distribuzione e habitat

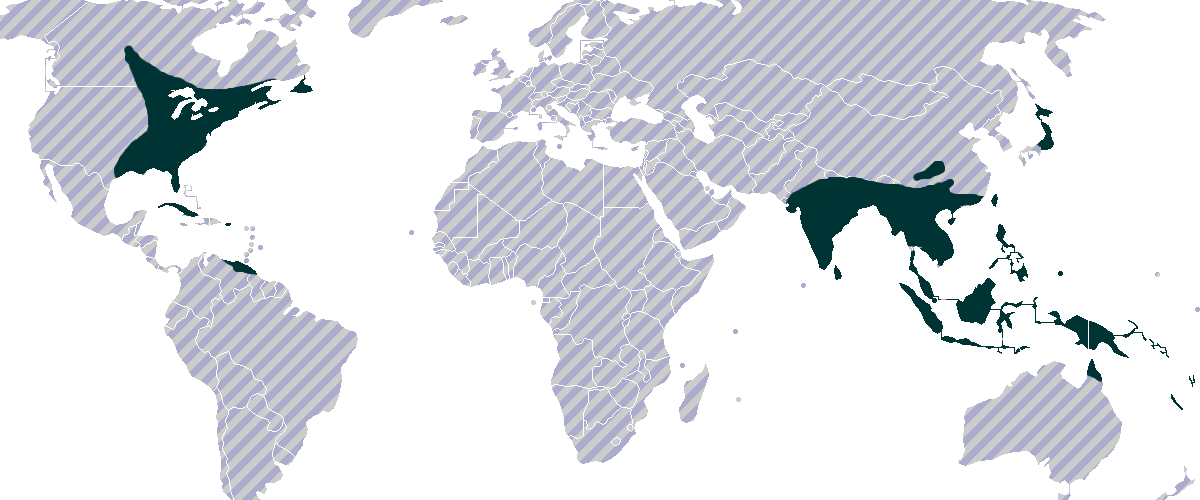

L'areale della tribù comprende l'Asia sud-orientale (India, Sri Lanka, regione Himalayana, Cina meridionale, Indocina, Indonesia e Malaysia, Taiwan e Giappone), l'Oceania (Nuova Guinea, Australia e isole del Pacifico), il Nord America (Stati Uniti e Canada) e i Caraibi (Bahamas e Cuba). Mentre la sottotribù Arethusinae ha una distribuzione pantropicale le Coelogyninae sono presenti solo nel Vecchio Mondo.

## Tassonomia
Descritta dal botanico inglese John Lindley nel 1826, la tribù Arethuseae è stata nel corso degli anni più volte ridefinita.
 
Il raggruppamento così come descritto da Dressler (1993) comprendeva 28 generi suddivisi in 3 sottotribù:Arethusinae, Bletiinae e Chysinae. Tale raggruppamento è risultato in realtà largamente polifiletico, e molti dei generi compresi sono stati ricollocati tra le Collabieae o le Epidendreae. Studi filogenetici hanno inoltre evidenziato uno stretto grado di parentela tra Arethusinae e Coelogyninae, un raggruppamento che Dressler collocava in una tribù a sé stante (Coelogyneae).
Alla luce delle attuali conoscenze pertanto la tribù comprende 25 generi suddivisi in due sottotribù:
Sottotribù Arethusinae
- Anthogonium Wall. ex Lindl., 1836 (1 sp.)
- Arethusa  L.,1753 (1 sp.)
- Arundina Blume, 1825 (1 sp.)
- Calopogon  R.Br. in W.T.Aiton, 1813 (5 spp.)
- Eleorchis Maek., 1935 (1 sp.)

Sottotribù Coelogyninae
- Aglossorrhyncha Schltr., 1905 (13 spp.)
- Bletilla Rchb.f., 1835 (6 spp.)
- Bulleyia Schltr., 1912 (1 sp.)
- Chelonistele Pfitzer, 1907 (14 spp.)
- Coelogyne Lindl., 1824 (212 spp.)
- Dendrochilum Blume, 1825 (293 spp.)
- Dickasonia L.O.Williams, 1941 (1 sp.)
- Dilochia  Lindl., 1830 (10 spp.)
- Entomophobia de Vogel, 1984 (1 sp.)
- Geesinkorchis de Vogel, 1984 (4 spp.)
- Glomera Blume, 1825 (155 spp.)
- Gynoglottis J.J.Sm., 1904 (1 sp.)
- Ischnogyne Schltr., 1913 (1 sp.)
- Nabaluia Ames, 1920 (3 spp.)
- Neogyna Rchb.f., 1852 (1 sp.)
- Otochilus  Lindl., 1830 (5 spp.)
- Panisea  (Lindl.) Lindl., 1854 (13 spp.)
- Pholidota  Lindl., 1825 (41 spp.)
- Pleione D.Don, 1825 (24 spp.)
- Thunia  Rchb.f., 1852 (5 spp.)

### Alcune specie

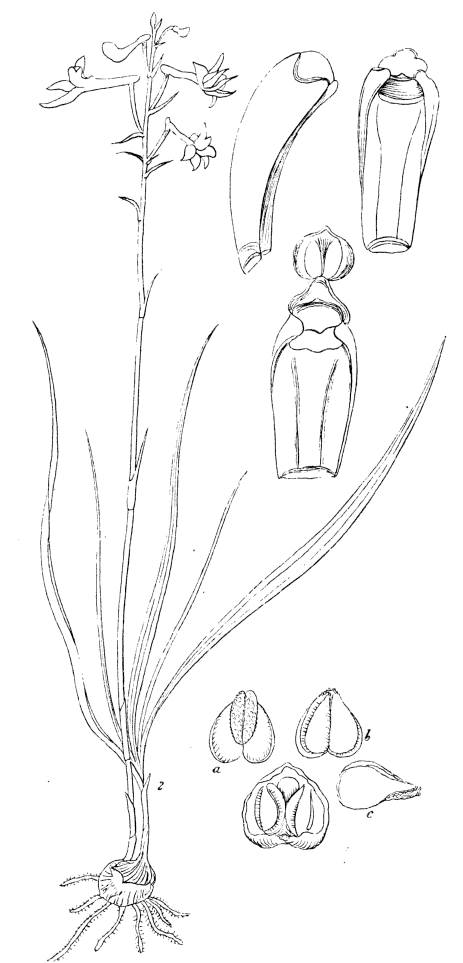
Anthogonium gracile
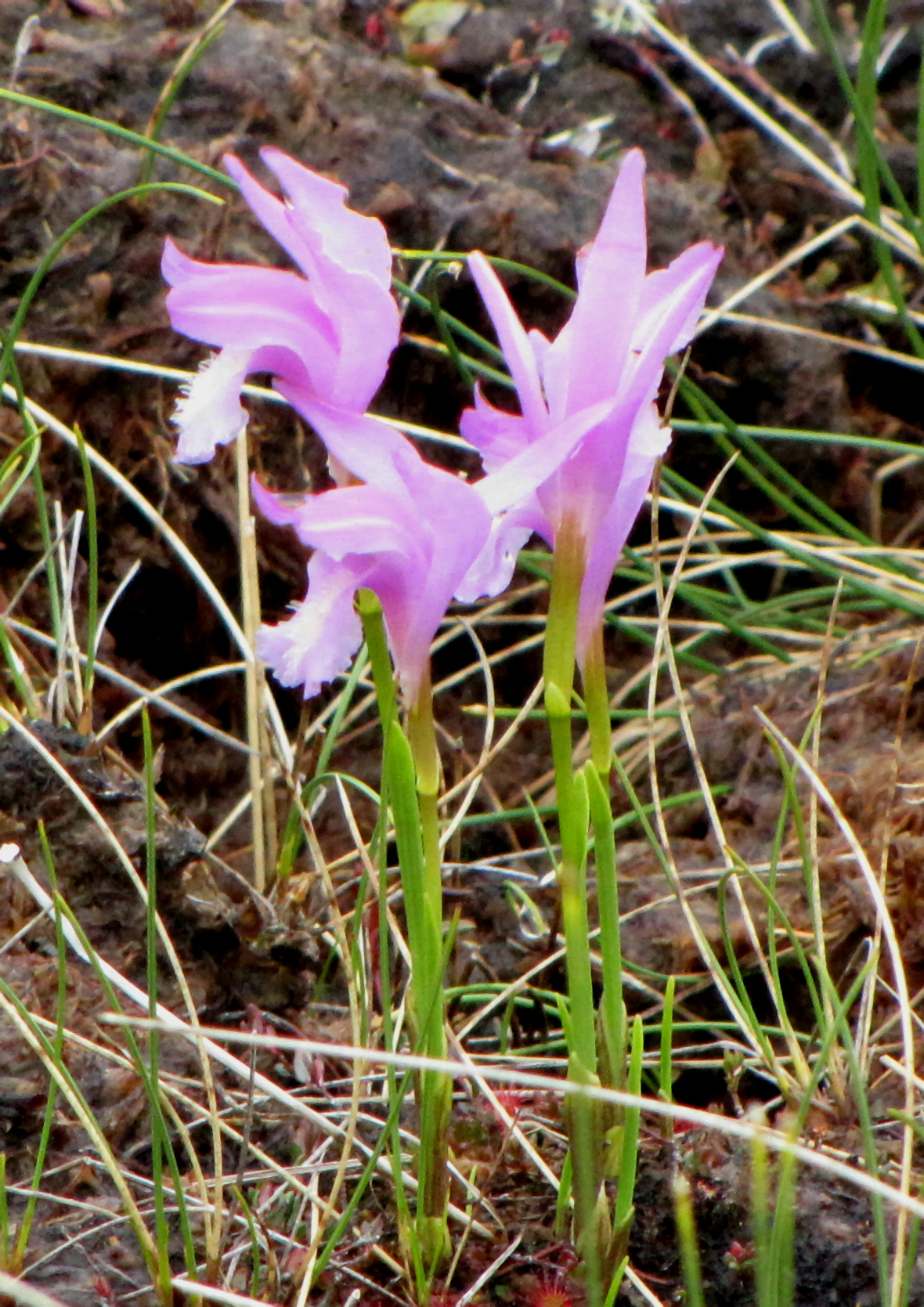
Arethusa bulbosa
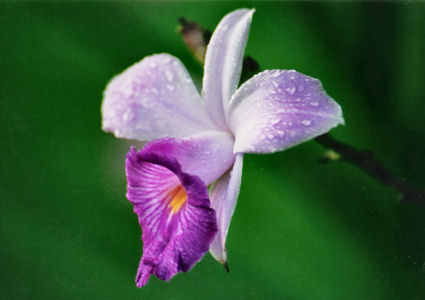
Arundina graminifolia
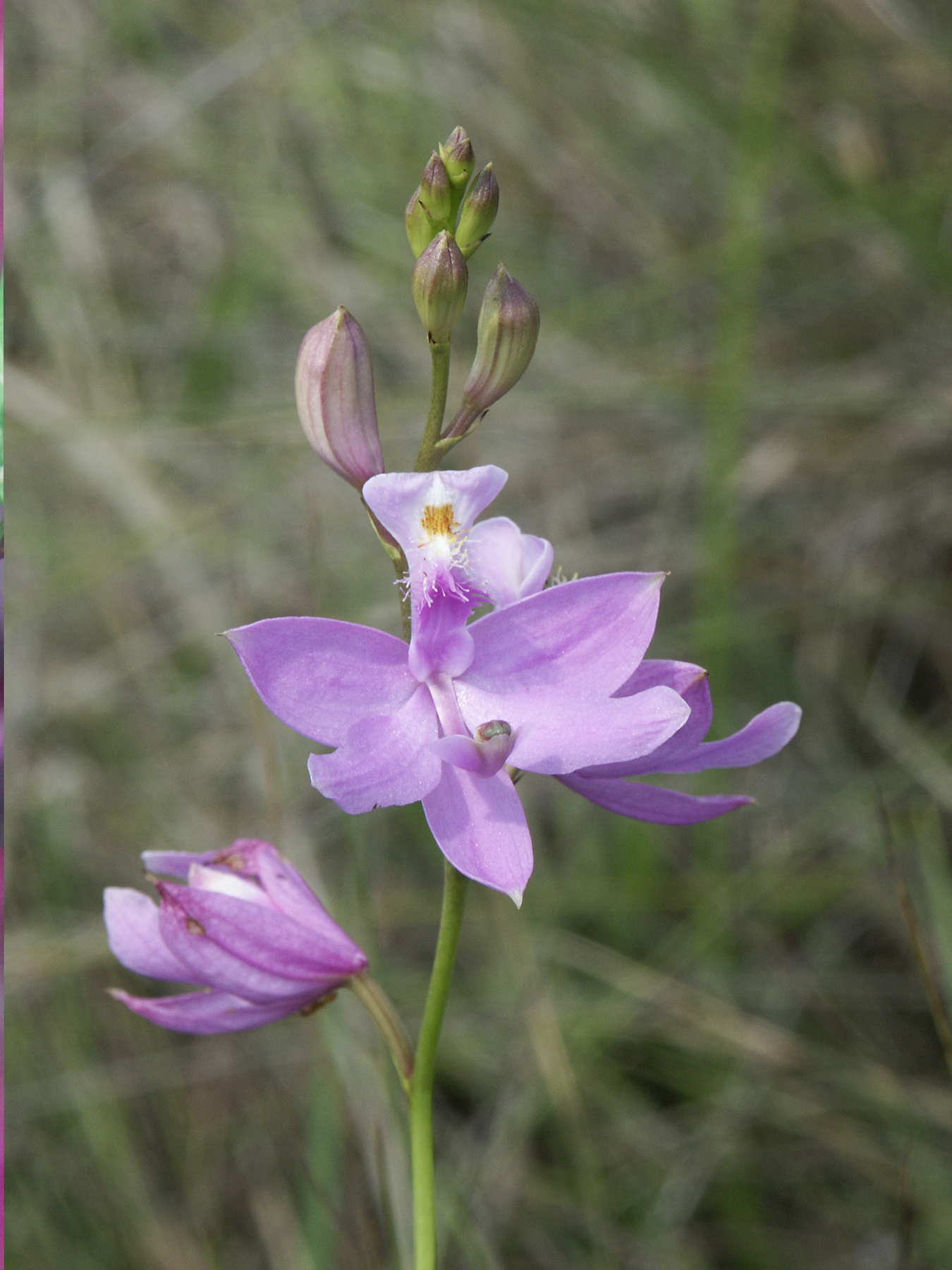
Calopogon multiflorus
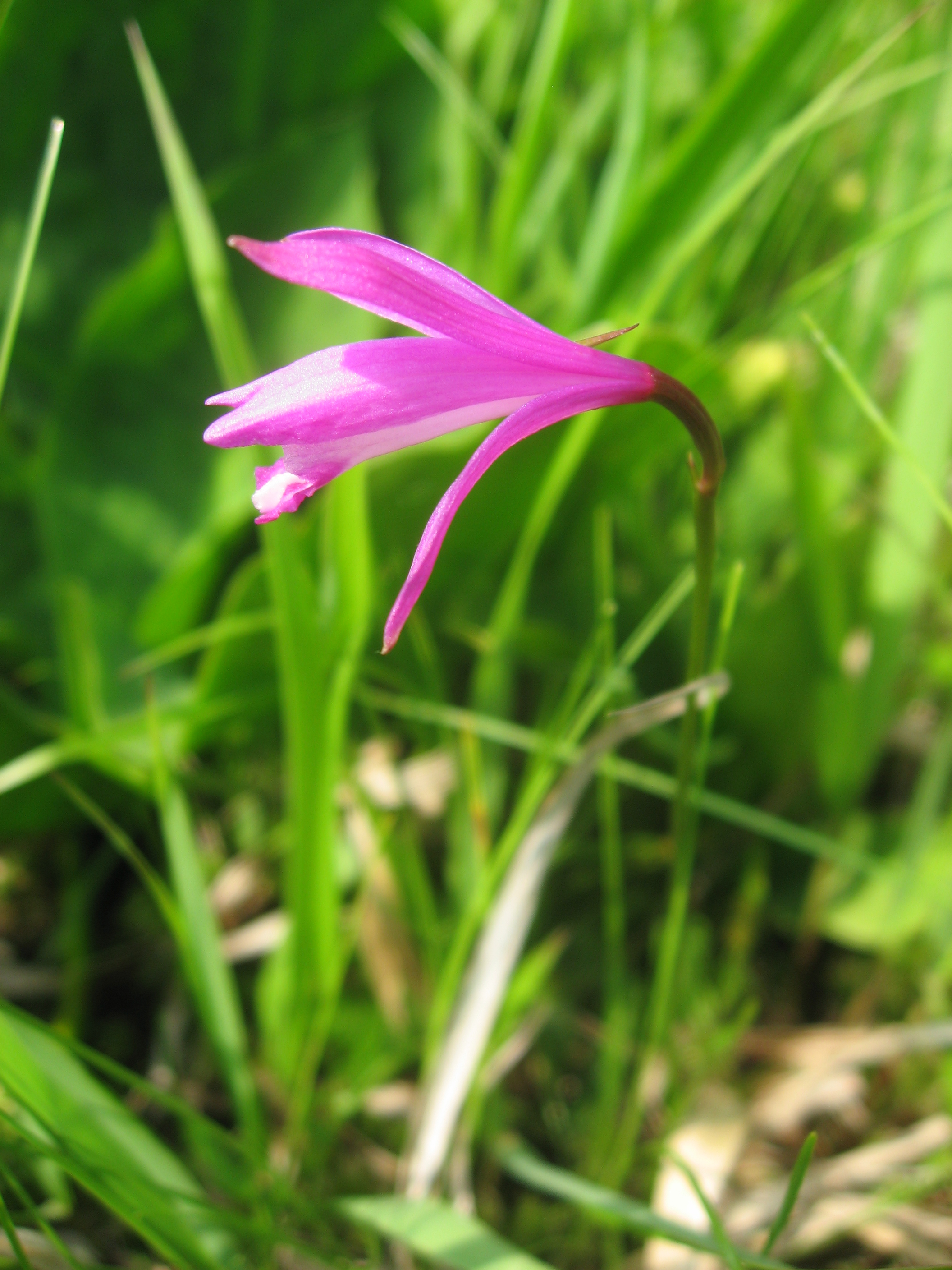
Eleorchis japonica
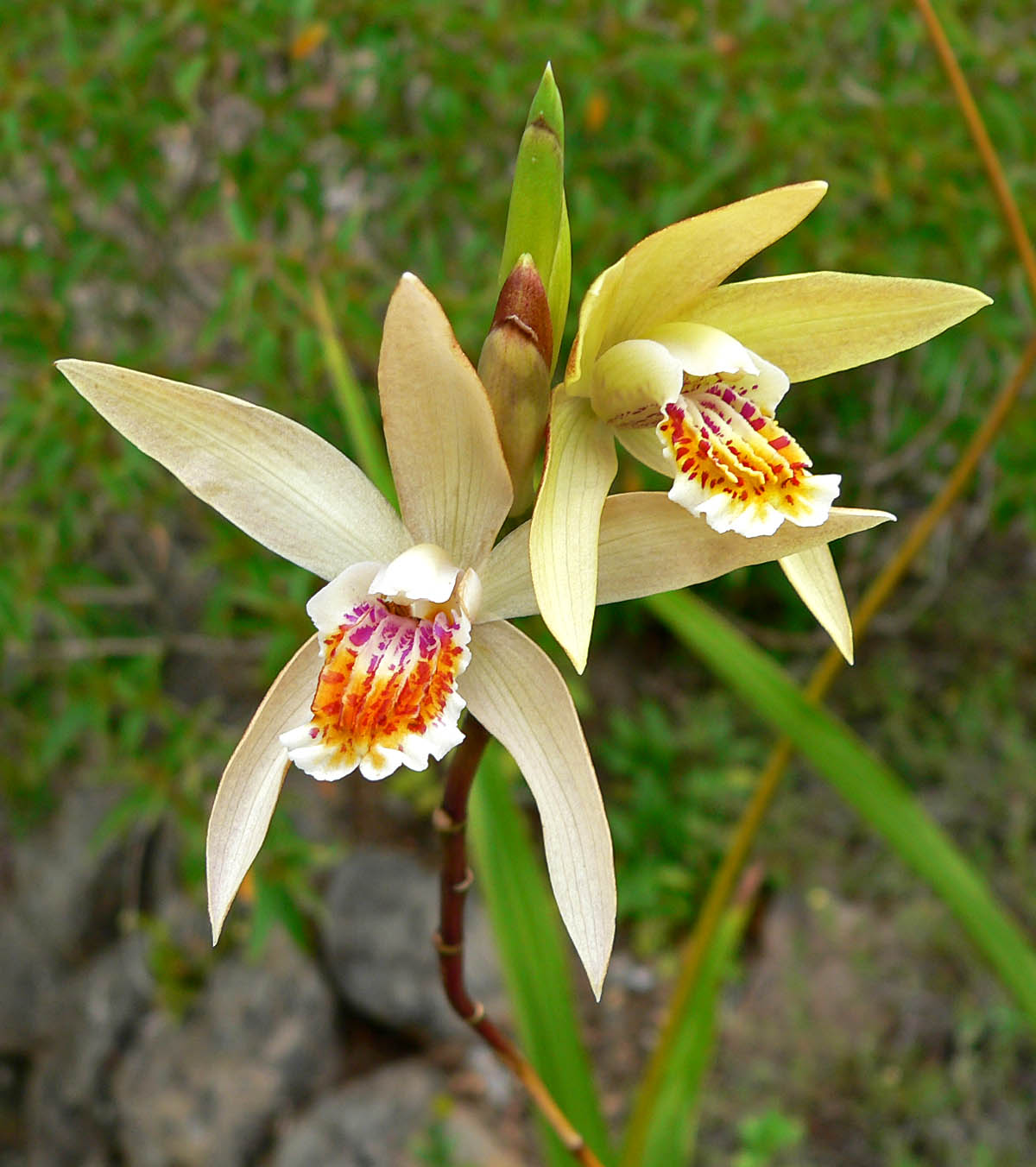
Bletilla ochracea
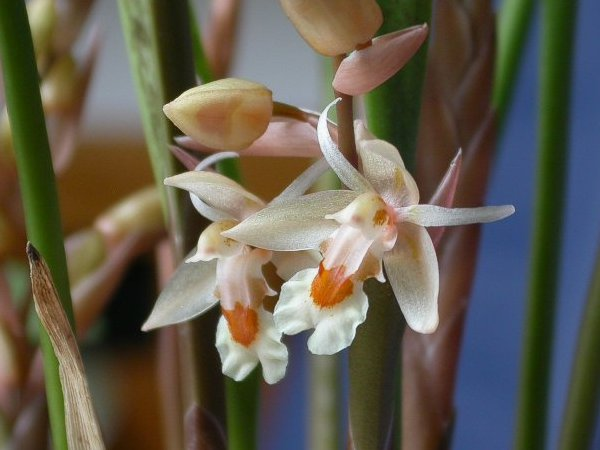
Chelonistele sulphurea
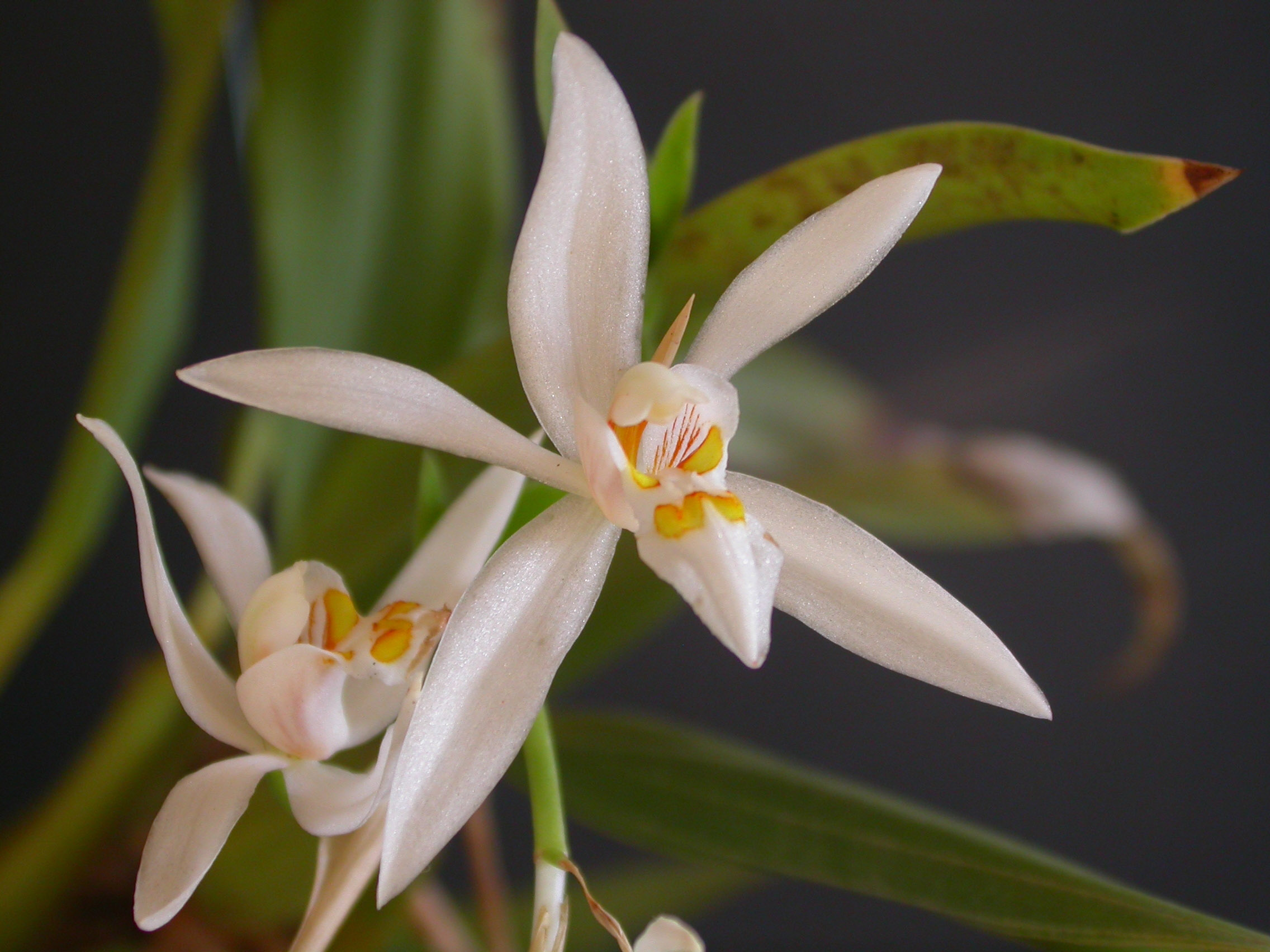
Coelogyne corymbosa
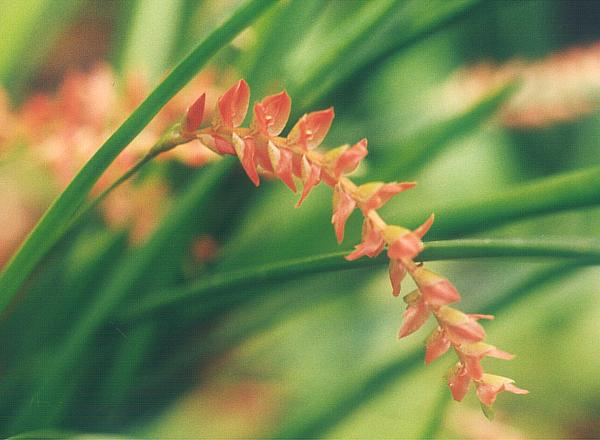
Dendrochilum javieriense
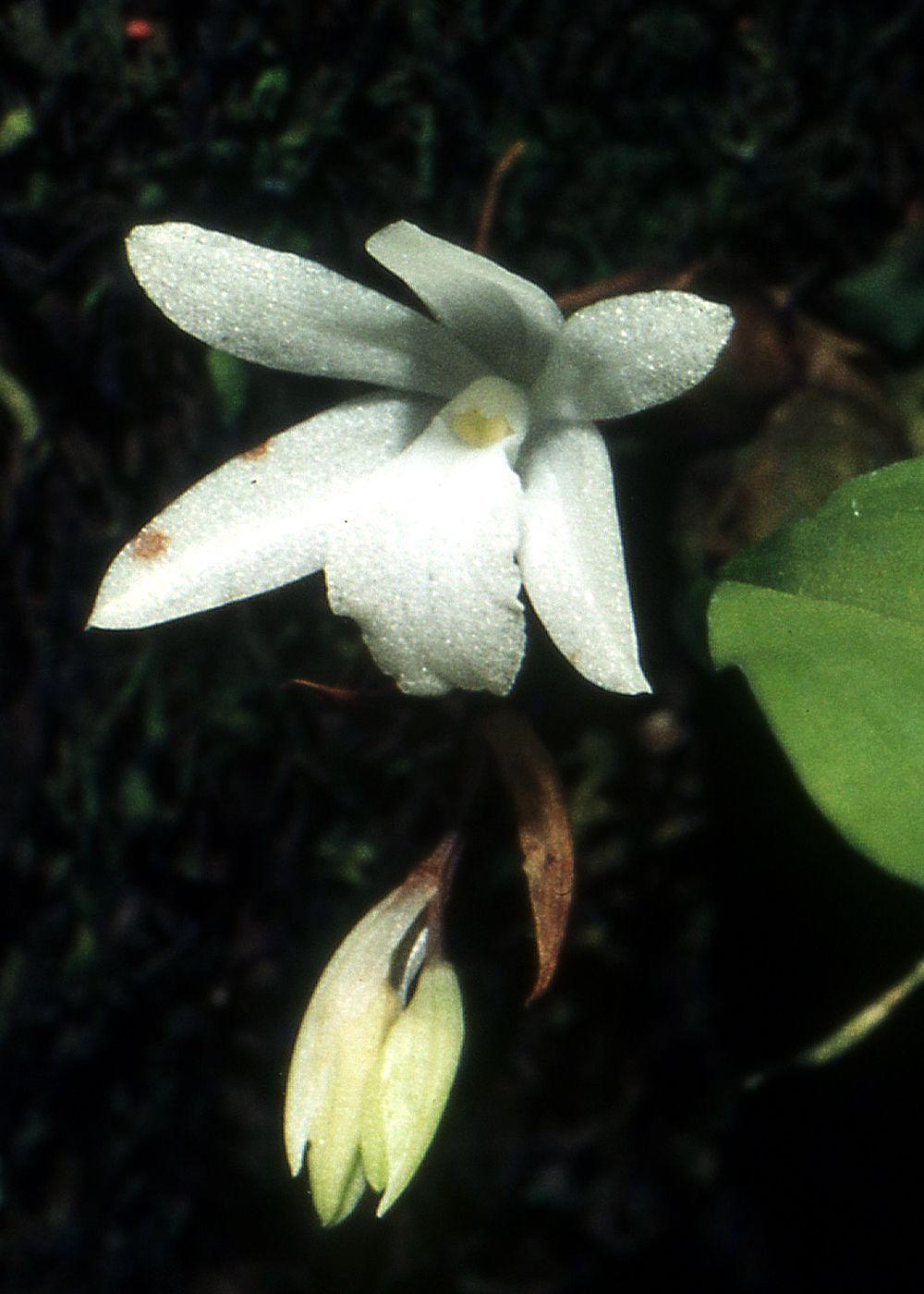
Dickasonia vernicosa
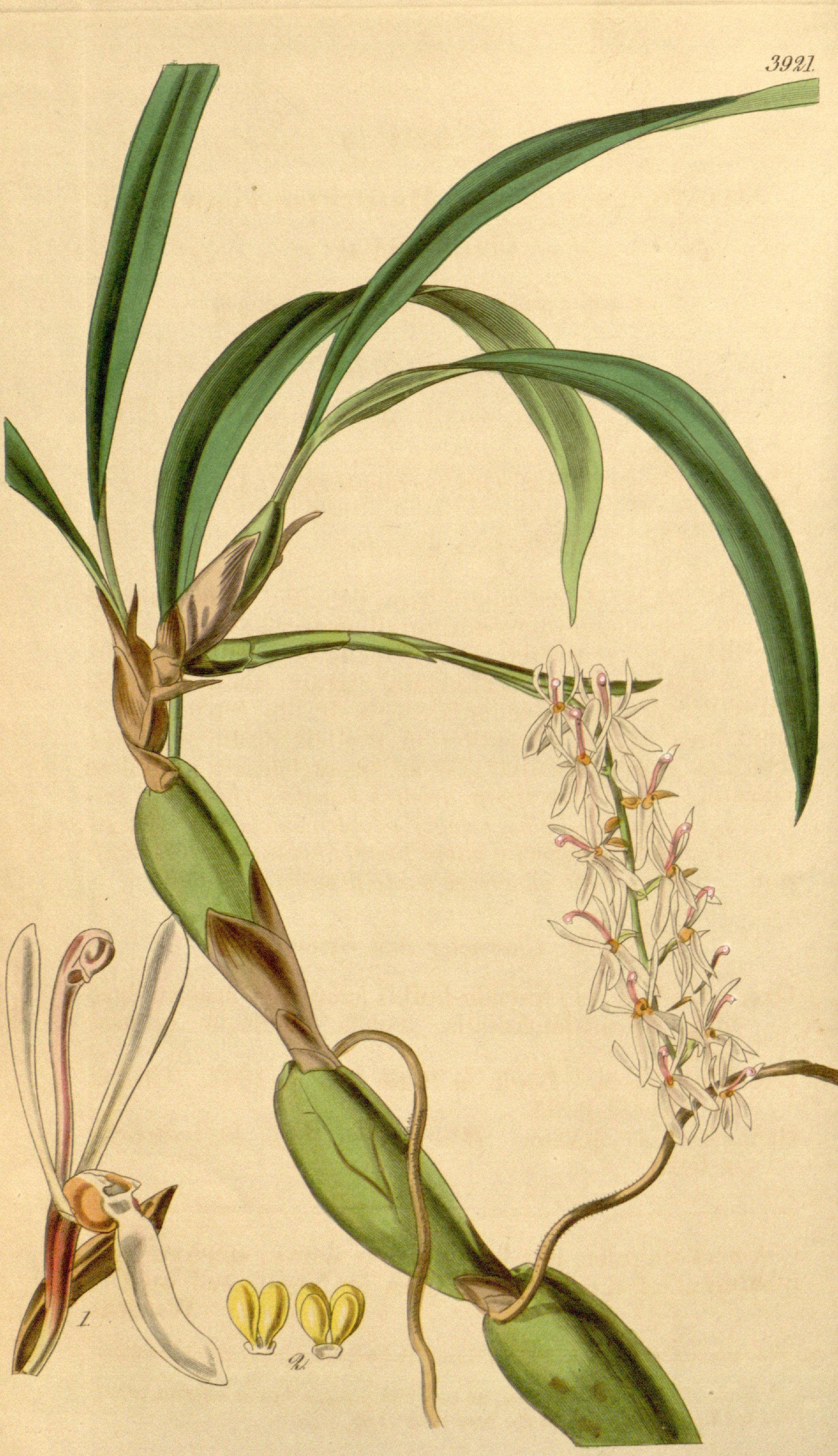
Otochilus fuscus
Panisea uniflora
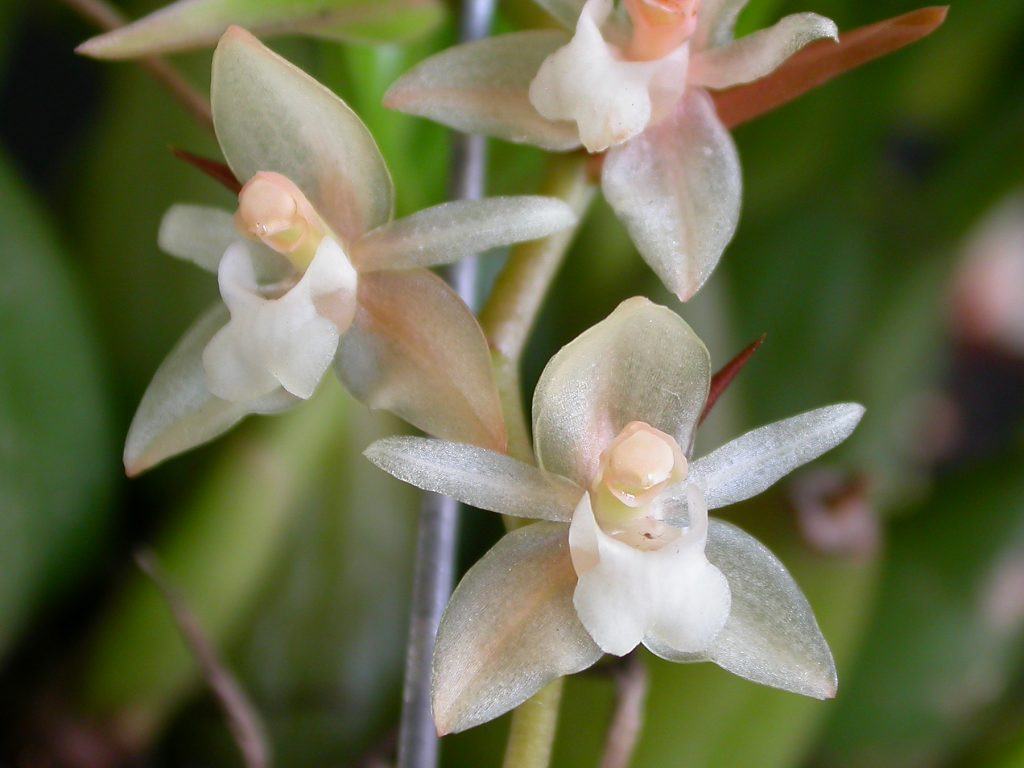
Pholidota chinensis
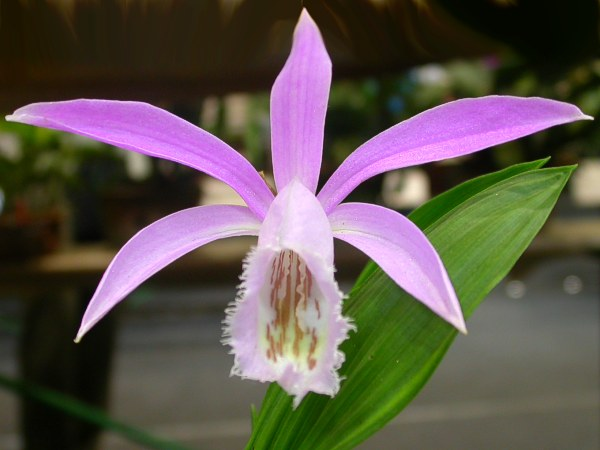
Pleione formosana
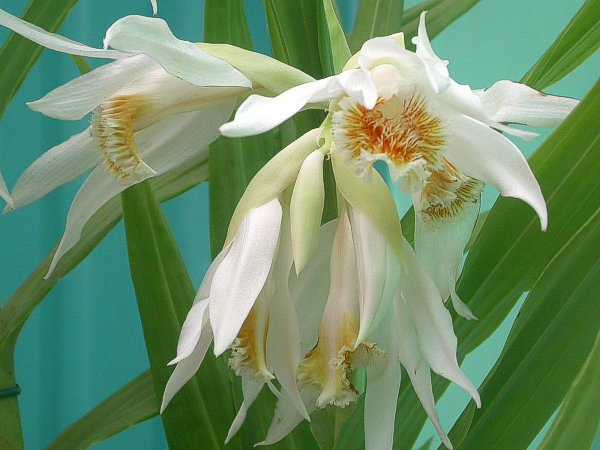
Thunia alba